# Filofax - Un'agenda che vale un tesoro
Filofax - Un'agenda che vale un tesoro (Taking Care of Business negli Stati Uniti, Filofax nel Regno Unito) è un film statunitense del 1990 diretto da Arthur Hiller.

## Trama
Jimmy Dworski è un galeotto tifoso dei Chicago Cubs, e vorrebbe ottenere un permesso per assistere ad una partita delle World Series di baseball; quando il direttore Tollman, capo del carcere, gli rifiuta il permesso nonostante manchino solo 2 giorni a Jimmy per terminare la detenzione, Jimmy mette su una finta rivolta con la complicità degli altri carcerati; mentre costoro fingono di avere Jimmy in ostaggio, e lo fanno parlare tramite registrazioni della sua voce per convincere Tollman che sia ancora lì, Jimmy evade e riesce a raggiungere Los Angeles.
Durante il tragitto incrocia per caso Spencer Barnes, un pubblicitario sgobbone venuto per concludere un importante contratto; mentre la sua carriera è in ascesa, il suo rapporto con la moglie Elizabeth attraversa una fase difficile, perché Spencer passa troppo tempo lavorando (un po' per decisione, un po' per imposizione del suo capo, l'anziano ed intrattabile Walter Bentley); Spencer perde la sua agenda filofax durante il tragitto, e Jimmy la ritrova, rendendosi conto che è un'opportunità eccezionale; dentro ci sono numeri, contatti, indirizzo della casa a Malibù che Bentley ha prestato a Spencer ed altre informazioni essenziali per Spencer.
Da questo momento Spencer finisce nei guai, mentre Jimmy si gode la vita; ma deve anche seguire i noiosi meeting con Sakamoto, il cliente giapponese dell'agenzia pubblicitaria; rispetto alla formalità degli altri pubblicitari, la spontaneità espansiva e totalmente sincera di Jimmy colpisce Sakamoto, che ascolta interessato i suoi suggerimenti sui futuri spot che dovranno pubblicizzare i cereali di Sakamoto. Come se non bastasse Jimmy conosce Jewel, la figlia di Walter Bentley, passata alla casa senza sapere del prestito e comincia una relazione con lei, ma quando Jewel prende il telefono per rispondere a Elizabeth Barnes, Elizabeth si convince che Spencer la sta tradendo e parte per Los Angeles. Nel frattempo le disavventure di Spencer continuano; per andare avanti si fa aiutare da una ex ragazza, Debbie Lipton, una donna nevrotica e prepotente che ne approfitta per ricominciare la loro relazione, ma Spencer non è interessato.
I metodi di Jimmy hanno conquistato Sakamoto, ma irritano gli altri pubblicitari e i dirigenti della società, tra cui il direttore della filiale Diane Connors; quando Spencer e Jimmy finalmente si incontrano, Spencer porta Jimmy ad una riunione per spiegare i fatti; purtroppo Walter Bentley, collegato via telefono, è talmente seccato ed incurante delle scuse di Spencer che quest'ultimo esplode, manda il suo capo al diavolo e si licenzia; Jimmy lo segue dopo aver salutato Sakamoto; la Connors tenta di rimettere le cose a posto con Sakamoto, ma il giapponese è ormai impressionato molto bene da Jimmy e molto male dalla società; decide quindi di toglierle il contratto.
Intanto Elizabeth ha cercato Spencer ma ha trovato Jewel, e le due donne litigano prima di capire che parlano di due persone differenti; nel frattempo Jimmy va alla partita e porta con sé Spencer per consolare; sfortunatamente, quando Jimmy riesce ad afferrare una palla finita fuori campo, la telecamera lo ha seguito e trasmesso l'immagine sul megaschermo dello stadio; il gesto finisce in tv e viene visto dai detenuti ma anche dal direttore Tollman, che allerta la sicurezza dello stadio; Spencer e Jimmy devono fuggire in fretta e riescono rocambolescamente ad usare l'agenda filofax per scivolare su un cavo di sostegno agganciato fuori dallo stadio. Riconciliatisi con Elizabeth e Jewel, resta il problema dell'evasione di Jimmy, che gli procurerà un aumento della pena; così usando l'auto sportiva di casa Bentley Spencer porta rapidamente Jimmy al carcere in poco tempo, e lì i due si spacciano rispettivamente per un prete e la madre di Jimmy; riescono ad entrare con la scusa di negoziare la liberazione di Jimmy, e così il galeotto la scampa; scontato il resto della pena (due ore) Jimmy esce e trova Spencer ad attenderlo; i due cominciano a discutere del futuro quando ricevono sul telefono dell'auto la chiamata di Sakamoto, che li vuole nella sua ditta come pubblicitari. Spencer è titubante, ma Jimmy lo convince ad accettare, e partono per Los Angeles.